# Julián de Guzmán
Julián Bobby de Guzmán (Toronto, 25 marzo 1981) è un ex calciatore canadese di origini giamaicane e filippine, di ruolo centrocampista.

## Biografia
Nato da madre giamaicana e padre filippino, è il fratello maggiore di Jonathan de Guzmán, anch'egli calciatore.

## Palmarès

### Giocatore

#### Club

##### Competizioni nazionali
- Canadian Championship: 1

Toronto: 2009

##### Competizioni internazionali
- Coppa Intertoto UEFA: 1

Deportivo La Coruña: 2008

#### Individuale
- CONCACAF Gold Cup Best XI: 2

2002, 2007
- CONCACAF Gold Cup Most Valuable Player: 1

2007
- Canadian Player of the Year: 1

2008